# いけいけ熱血ホッケー部
『いけいけ熱血ホッケー部』（いけいけねっけつホッケーぶ）は、テクノスジャパンより1992年2月7日に発売された、ファミコンゲームソフト。
正式タイトルは「いけいけ! 熱血ホッケー部「すべってころんで大乱闘」」。

## 概要
「ホッケー」とはアイスホッケーを指し、3人制で3分3ピリオドのゲーム形式を採っている。実際のホッケーにもあるショルダータックルやスティックでのはじき合いはもちろん、パンチやキック、スティックで直接相手の体を殴って妨害でき、さらに衝撃波にバックドロップに必殺シュートが飛び交う熱血シリーズ恒例のケンカスポーツゲームである。各キャラクターが持つチャージ攻撃も健在。しかし本作では、何度も攻撃されると怒り状態になり、その状態で反撃すると反則が取られペナルティを被る設定。ペナルティ対象となったキャラクターは、ピリオド中は所属チームが点を取られるまで退場となる。
シナリオモードと対戦モードの二つが選べる。プレイヤーはキーパーと一緒に動かす一人プレイとキーパーを別の人が動かす二人プレイを選ぶことができる。
ゲームデザインは甲斐浩二。

## ゲーム内容

### シナリオモード
弱小チームで次の対抗戦に敗北すると廃部が決定する熱血高校ホッケー部。主将のよういちが落胆しているところに、ドッジボールの練習をしていたくにおのナッツシュートが誤って命中する。介抱とその後の帰宅の際にくにおは事情を聴き、よういちを元気付けるためドッジボール部との紅白戦を計画する。紅白戦当日、弱小ホッケー部は素人であるはずのドッジボール部にも負けてしまい、更に弱気になるよういちはついには「ホッケー部なんか潰れてしまえ」などと口走ってしまう。そんなよういちに喝を入れたくにおは、次の対抗戦までに自身も兼部する形で、他校も含めた有力部活チームによる特訓試合を計画する。何度もくにおたちにしごかれながらもホッケー部は特訓試合をこなし、運命の対抗戦を迎える。
試合を勝っていくにつれて、新入部員も出てくる。
シナリオモードでは同点は敗北扱いとなる。

### ステータス
- パワー - この数値が0になると、必殺ショットを打つことができない。攻撃を受けたり必殺ショットを使用すると減少する。
- スピード - 移動スピード。Uターンする場合のカーブの大きさでもある。
- 重さ - この数値が高いと中々吹き飛ばされにくくなる。
- 怒りやすさ - 各キャラクターごとに激情・短気・冷静の3区分に分かれている。
- キーパー - キーパーとしてのキャッチングの上手さ。ゴールから離れないキャラほど高い。

### コスチューム
この作品では、試合に勝利するとコスチュームがもらえ、それを装備することによってパワーアップできる。
| 種類     | 攻 | 防 | 備考 |
| -------- | -- | -- | --- |
| ほっけー | 16 | 25 | 初期装備。 |
| けんどう | 28 | 32 | 衝撃波が打てる。熱血高校剣道部より継承。                                                                                    |
| やきゅう | 24 | 12 | キーパーがショットを打ち返せる。熱血高校野球部より継承。                                                                    |
| すぺ・1  | 28 | 62 | 守備に特化した女装コスチューム。装備すると仕草が女性っぽくなる（攻撃を受けた時など）。百合ヶ丘女子ホッケー倶楽部より継承。  |
| あめふと | 30 | 50 | パックを持っている相手にバックドロップが使える。花園高校アメフト部より継承。                                                |
| ろーらー | 46 | 19 | 溜めショットのモーションが棒術スペシャルになる。谷花高校ローラーチームより継承。                                            |
| すぺ・2  | 28 | 80 | 最強の守備力を持つコスチューム。白金高校ホッケー部より継承。                                                                |
| すぺ・3  | 45 | 72 | ローラーには及ばないが高い攻撃力と、すぺ2ほどではないが高い守備力を持つ最強のコスチューム。幡馬実業高校ホッケー部より継承。 |

## 登場人物

### 味方チーム
熱血高校ホッケー部withくにお、かおり
- くにお - 熱血硬派。今回その熱血おせっかいぶりを遺憾なく発揮。必殺技はナッツショット。
- よういち - ホッケー部主将。力・技ともに良いものを持っているが今一歩何かが足りない。その気弱な性格はよく周りをイライラさせてしまう。必殺技は吹っ飛ばした選手の体力を0に下げるしおしおショット。
- ひでき - ディフェンスが得意な選手。必殺技は圧縮ショット。
- つよし - 体重が100kgオーバーのキーパー。怒ると怖い。必殺技はあらうんどショット。
- まさし - チーム1のスピードを誇る選手。体力は余り無い。キーパー能力がチーム内で最も低いが、それゆえ唯一通常よりゴールから前に出て守ることもできる。必殺ショットはワンクッションショット。
- とよいち - 花園高校戦後に入部してくる新入部員。パワー・スピードともに優れる。必殺技はバッキーンショット。
- ひで - 幡馬実業戦後に入部してくる新入部員。謎の選手。重さは軽いがつよしよりもキーパーの実力がある。必殺技は大カーブショット。
- かおり - 熱血高校新聞部。ホッケー部の活躍を陰ながら見守る。よういち以外のホッケー部員を「たこ」呼ばわりする。実はよういちとくにおを同時に吹っ飛ばす豪腕の持ち主。シナリオモードでの勝利を諦めた場合、通常はくにおによういちが殴り飛ばされゲームオーバーになるが、5点差以上つけられた場合に限り彼女が登場、二人とも吹っ飛ばされゲームオーバーとなる。

熱血高校ドッジボール部
くにおのおせっかいにより、紅白戦に付き合わされる。全選手ともに能力はホッケー部よりも高い。必殺技は全員共通でパワーショット。とあるパスワードを入力すると、ドッジボール部でシナリオを進めることができる（ただし、途中で表示されるパスワードは通常と変わらないため、実質パスワードでの再開はできない）。
- しんいち - ウイング。移動スピードが最も早い。
- こうじ - ディフェンダー。意外にも重さがある。
- ひろし - キーパー。重さ、キーパー能力共に高い。
- みつひろ - 控えのキーパー。キーパー能力はひろしと同じだがスピードはチームで最も遅い。

### 相手チーム
熱血高校剣道部
くにおの友人とおるの率いるチーム。竹刀を振れば衝撃波が飛び出す。その代わり、必殺技はない。剣道部という性質のためか、滅多なことでは怒らない。
- とおる - 過去2回の全国制覇の経験を持つ剣豪。茶道も嗜む。
- たかひろ
- まこと
- あぐり
- とものり

熱血高校野球部
くにおの友人さだおの率いるチーム。バッティングセンスを利用した、ショット弾き返しが強力。必殺技は消える魔球のごとくパックを消す、ワープショット。尚、『ダウンタウン熱血べーすぼーる物語』がまだ登場する前なので、キャプテンのたちばなはいない。
- さだお - 150km/hのスピードボールをホームランにすることもできる高校球界の十指に入るスラッガー。
- たかゆき
- だいさく
- しんご
- のぼる

百合ヶ丘女子ホッケー倶楽部
くにおの友人ようこの率いるチーム。全員が女性だが、ホッケーの玄人なので油断ならない。怒ると非常に怖い。全体的に能力は平均的で、キーパーが弱い。
また、同団体はマジック同好会のメンバーでもある。必殺技はくまさんショット。
なお、ショット際に出現する熊は第2ピリオド終了時に登場することもある。
- ようこ - マジック同好会会長でもある、結構バリバリな女子高生。
- さつき
- みか
- かずよ
- みゆき

花園高校アメフトクラブ
りきの率いるチーム。頭突きからバックドロップのコンビネーション、浴びせ蹴りなど強力な攻撃技を持つが、反面機動力・守備力は低い。必殺技はアッパーショット。
このリンクは壁にぶつかると弾む。
- りき
- ぼぶ
- たくろう
- けんた
- ひさと

谷花高校ローラーチーム
五代の率いるチーム。乱暴なプレイスタイルで怒ると怖い、血の気の多いチーム。溜めショットが強力。必殺技は縦回転ショット。攻撃能力は非常に高い上、キーパーも強い。
このリンクにはどこにあるのかわからない地雷が埋めてある。
- ごだい
- しらこ
- よこやま
- せんだ
- みつる

白金高校ホッケー部
廃部をかけた対校試合の相手。全体的に攻撃力が高いが、機動力が低い。
リンクの表面が粗く、パックが引っかかり、あらぬ方向へ進んでしまうこともある。
- やました - 必殺技は横回転ショット。
- にしお - 必殺技は圧縮ショット。
- くりた - 必殺技は横回転ショット。
- ゆもと - 必殺技圧縮ショット。
- ふるさわ - 必殺技は横回転ショット。

幡馬実業高校ホッケー部
インターハイ初戦の相手。攻撃力・守備力はほぼ最強の強豪だが、機動力はやや低い。東北地方の高校。肌の色が若干赤い。
対戦モードでは登場しない。
- さくらい - 必殺技はコンニャクショット。
- みわ - 必殺技は大カーブショット。
- ごうろ - 必殺技はコンニャクショット。
- からさわ - 必殺技はコンニャクショット。
- さいき - 必殺技はコンニャクショット（データのみ存在）。

四天王寺学院ホッケー部
インターハイ準決勝戦の相手。とにかく非常に血の気が多く、攻撃力・機動力共に高い関西の強豪チーム。
おくむらのバッキーンシュートでパックが落ちてくる間もキーパーを執拗に殴り続けキャッチできなくする。得点を入れれば中指を立てる等、やや柄の悪い描写がある。対戦モードでは登場しない。
- あづま - 必殺技はクッションショット。
- ありどめ - 必殺技はクッションショット。
- おくむら - 必殺技はバッキーンショット。
- かどわき - 必殺技はクッションショット。キーパーでありながら他のチームメイトよりキーパーに必要な能力は低いが、逆を言えばゴールから前に出て執拗に殴りつけてくる。
- たかせ - 必殺技はクッションショット（データのみ存在）。

大雪山高校ホッケー部
インターハイ決勝戦の相手チームで、優勝候補No.1。全員ヘッドギアを装着しており、捕らえられないスピード、止め辛い必殺シュートの嵐、堅牢なディフェンス、どれをとっても最強レベルを誇る北海道の高校。
さらに、控えのはなおかも他チームではレギュラー以上の実力を持つ。
- とびやま - カナダのプロチームも注目している超高校級選手だが、ゲーム内の能力は他のチームメイトより低い。必殺技はハリケーンショット。
- あかい - 必殺技はクッションショット。
- たるたに - 必殺技はあらうんどショット。
- せら - 必殺技は大カーブショット。
- はなおか - 必殺技はバッキーンショット。

## 他機種版
| No. | タイトル                                                          | 発売日         | 対応機種                                     | 開発元           | 発売元                 | メディア                                        | 型式       | 備考                                       |
| --- | ----------------------------------------------------------------- | -------------- | -------------------------------------------- | ---------------- | ---------------------- | ----------------------------------------------- | ---------- | ------------------------------------------ |
| 1   | いけいけ! 熱血ホッケー部 「熱血ホッケー部すべってころんで大乱闘」 | 2009年8月18日  | Wii                                          | テクノスジャパン | アークシステムワークス | ダウンロード (バーチャルコンソール)             | -          |                                            |
| 2   | いけいけ! 熱血ホッケー部 「熱血ホッケー部すべってころんで大乱闘」 | 2013年8月7日   | ニンテンドー3DS                              | テクノスジャパン | アークシステムワークス | ダウンロード (バーチャルコンソール)             | -          |                                            |
| 3   | いけいけ! 熱血ホッケー部 「熱血ホッケー部すべってころんで大乱闘」 | 2014年6月19日  | Wii U                                        | テクノスジャパン | アークシステムワークス | ダウンロード (バーチャルコンソール)             | -          |                                            |
| 4   | くにおくん熱血コンプリート ファミコン編                           | 2016年12月8日  | ニンテンドー3DS                              |                  | アークシステムワークス | 3DSカード                                       | CTR-P-BKCJ | 他シリーズのファミコン10作品との合同収録作 |
| 5   | くにおくん ザ・ワールド 〜クラシックスコレクション〜              | 2018年12月20日 | Nintendo Switch PlayStation 4 Xbox One Steam |                  | アークシステムワークス | Switch専用ゲームカード ディスクROM ダウンロード |            | 他シリーズのファミコン17作品との合同収録作 |

この他、携帯電話アプリゲームとしても配信されている。登場キャラクターはFC版と同じだが、以下の違いがある。
- オープニング、スタッフロールがない。
- ホッケー部のメンバーで使用出来るのはよういち、ひできのみ。
- ドッジボール部のメンバーも相手チームに追加された。
- 試合に勝利すると、相手チームから1人引き抜く事が出来る。
- アイテムが無くなった代わりに練習試合というモードが追加され、そこで勝利する事で体力・パワー・重さ・スピードを強化出来るようになった（ステータスがランダムで1から3必ず上昇する。上限は255）。
- 熱血高校剣道部に必殺ショットが実装された。
- 幡馬実業チームと四天王寺学院チームのユニフォームカラーが入れ替わっている。
- BGM、ステージは1種類に固定された。

## スタッフ
- グラフィック：大竹剛、つくだみか
- プログラム：あべひでゆき、豊島祥一、たけのうちたかひろ、高橋充、べんがる かしわや（かしわやひでとし）
- サウンド：ひらさわくん（平沢道也）、かめおか ぷーやん（亀岡義弘）、あみーご さわ（澤和雄）
- サンクス：よしだ!しらこ!もけっ!、おかむらさつき
- パッケージ：やまちゃん（山根明子）、うああくみこ（向井久美子）
- ゲーム・デザイン：しおしお かい（甲斐浩二）

## 評価
- ゲーム誌『ファミコン通信』の「クロスレビュー」では、6・5・7・6の合計24点（満40点）となっており[3][1]、レビュアーの意見としては、「アイスホッケーとして捉えるならけっこう不満があるけど、ゲームとして考えるならかなり遊べる」などと評されている[3]。

- ゲーム誌『ファミリーコンピュータMagazine』の読者投票による「ゲーム通信簿」での評価は以下の通り22.4（満30点）となっている[2]。

| 項目 | キャラクタ | 音楽 | お買得度 | 操作性 | 熱中度 | オリジナリティ | 総合 |
| 得点 | 4.1        | 3.5  | 3.7      | 3.6    | 4.0    | 3.6            | 22.4 |